# Scharn
Scharn, en limbourgeois et maastrichtois Sjaan, est un quartier dans la partie est de Maastricht.

## Géographie
Scharn est bordé au nord par les quartiers de Wittevrouwenveld et Amby, à l'ouest par Wyckerpoort, au sud par Heer et à l'est par les municipalités de Fauquemont-sur-Gueule et Eijsden-Margraten.

## Histoire
Le nom du quartier vient de Scharn, un château féodal construit vers 1125. Les anciennes fondations du château sont présentes sur la rue Adelbert de Scharnlaan.
Un des habitants de ce château était Adelbert van Scharn, fils de Adelbert II Saffenberg (ministériel de Fauquemont) et Regiwindis. Ils vivaient dans un château à Houthem-Valkenburg. Dans une note du 18 octobre 1145, Adelbert de Scharn donne, au nom de son épouse (Van Ellensburg) et de son fils Jon, une partie de la propriété à l'abbé de Rolduc, Erpo. L'abbaye de Rolduc était un monastère de la famille Van Saffenbergs. Ce don était probablement destinée à la fondation d'un couvent à Scharn. Il comprenait une chapelle, une maison et des terres (18 acres) sur le Dousberg.
Jusqu'en 1970 Scharn faisait partie de la municipalité de Heer.

## Patrimoine
Scharn se compose de quelques rues principales, où se trouvent les bâtiments plus anciens, entouré par un certain nombre de zones créées à la suite d'expansions successives. Sur les Bergerstraat, Bemelerweg et Wethouder Van Caldenborghlaan se trouvent quelques grandes fermes et maisons de campagne. L'ancien hôtel de ville de l'ancienne commune de Heer se trouve sur la Raadhuisplein (place de la mairie) en bordure de Scharn.
Le projet sur Adelbert de Scharnlaan, comprenant quelques éléments de Frits Peutz, et le plan de rue en éventail face à l'église Saint-Antoine de Padoue, datent des années 1930 et 1940. L'église, en marne, a été édifié en 1936 par les architectes A. Swinkels et E. Schoenmaeckers. L'intérieur est richement décoré.
Dans les années 1980, sur le côté est de cet espace, le Keerderstraatje est réalisé, comprenant des maisons de fortes valeurs. Dans les années 1990, l'espace agricole entre Scharn et Amby (Scharn-Nord) s'est développé, notamment avec la construction de locaux résidentiels et d'un parc. La villa Aldegonda a été démolie en 2005.
Certains « monuments modernes » du quartier sont menacés de démolition : l'école Sainte-Angela de Alphons Boosten et l'école de son fils Theo Boosten.

## Infrastructure
Scharn est accessible par la route provinciale 590 qui conduit à Fauquemont.
Scharn dispose également d'équipement de haut niveau comme le Psycho-Medisch Streekcentrum Vijverdal (Centre psycho-médical Vijverdal), le siège des cours Leeuwenborgh et une piscine (celle-ci a fermé en 2013).
Le quartier compte plusieurs installations de vente au détail et de restauration, y compris certains hôtels (notamment à la jonction avec la Place de l'Europe).

## Galerie

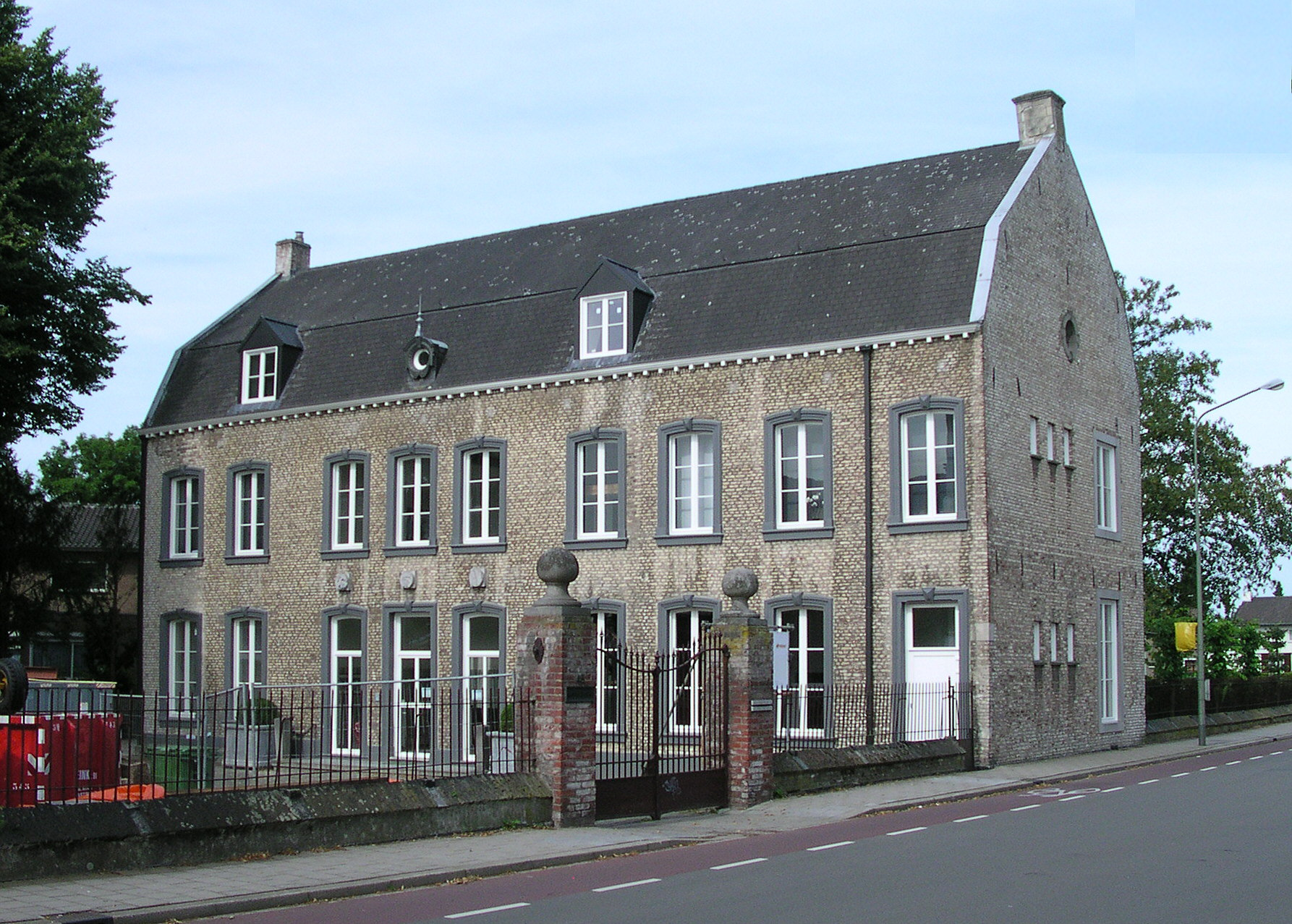
Wittevrouwenhof.
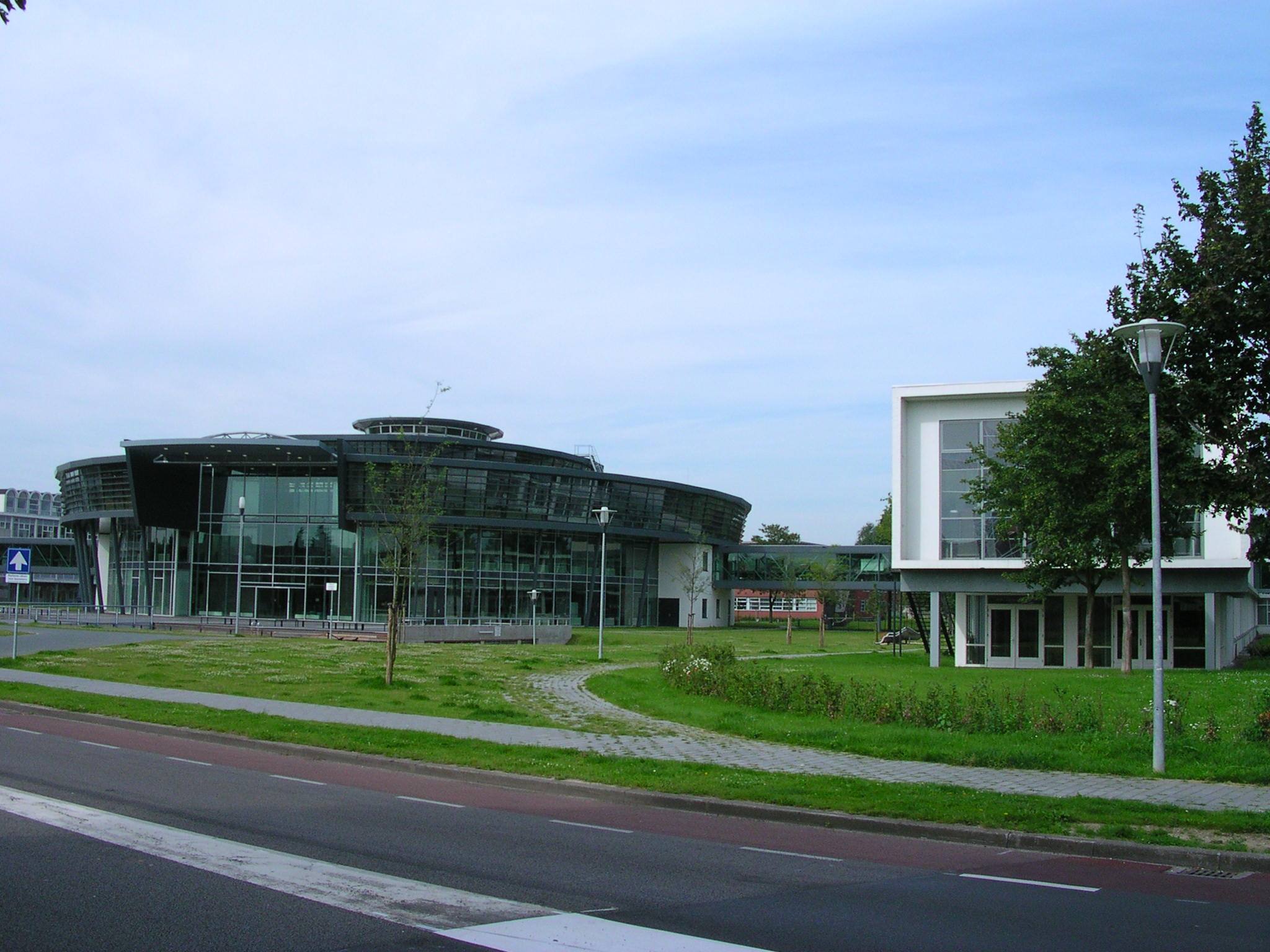
Centre de formation Leeuwenborgh.
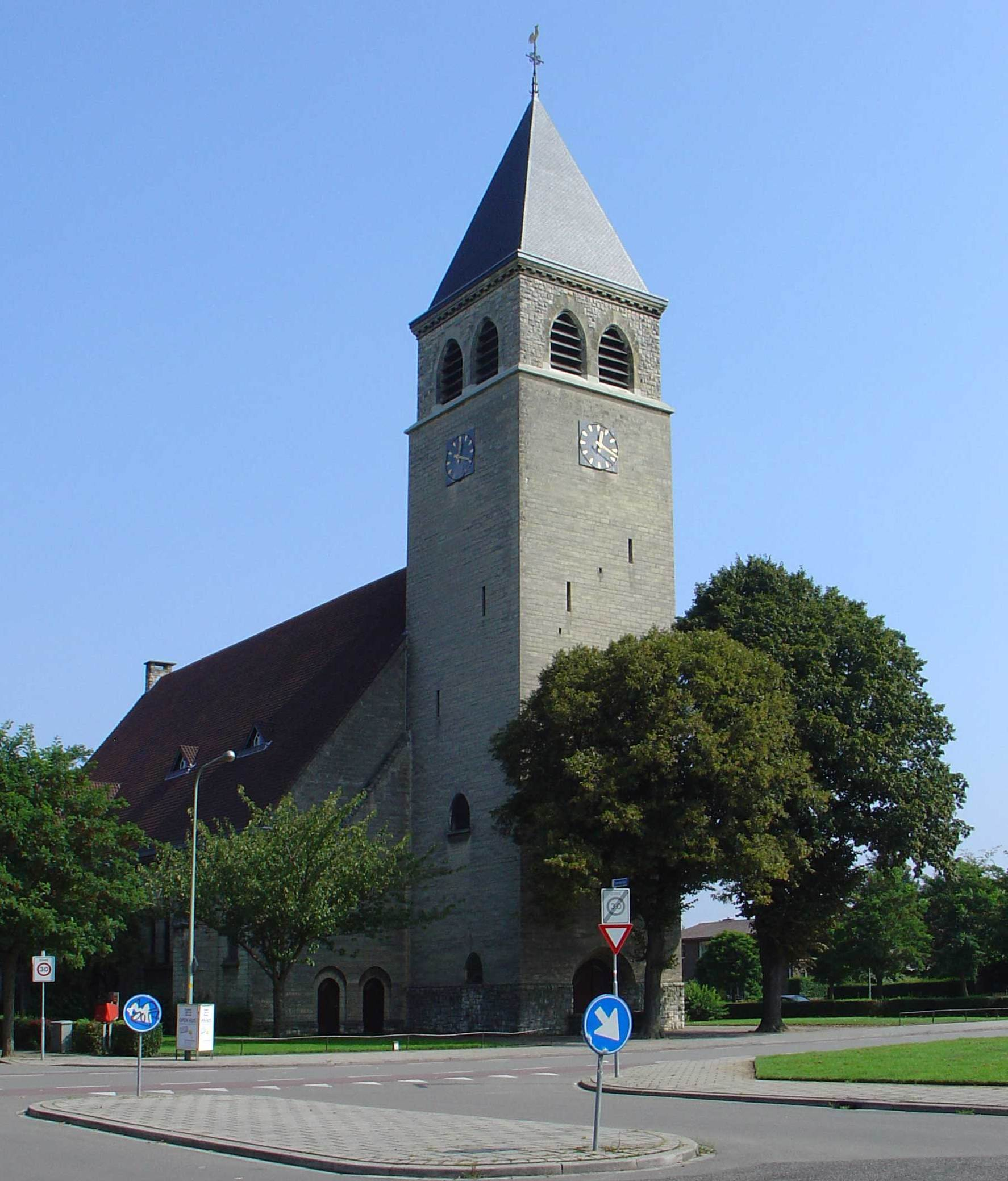
Église Saint-Antoine de Padoue.
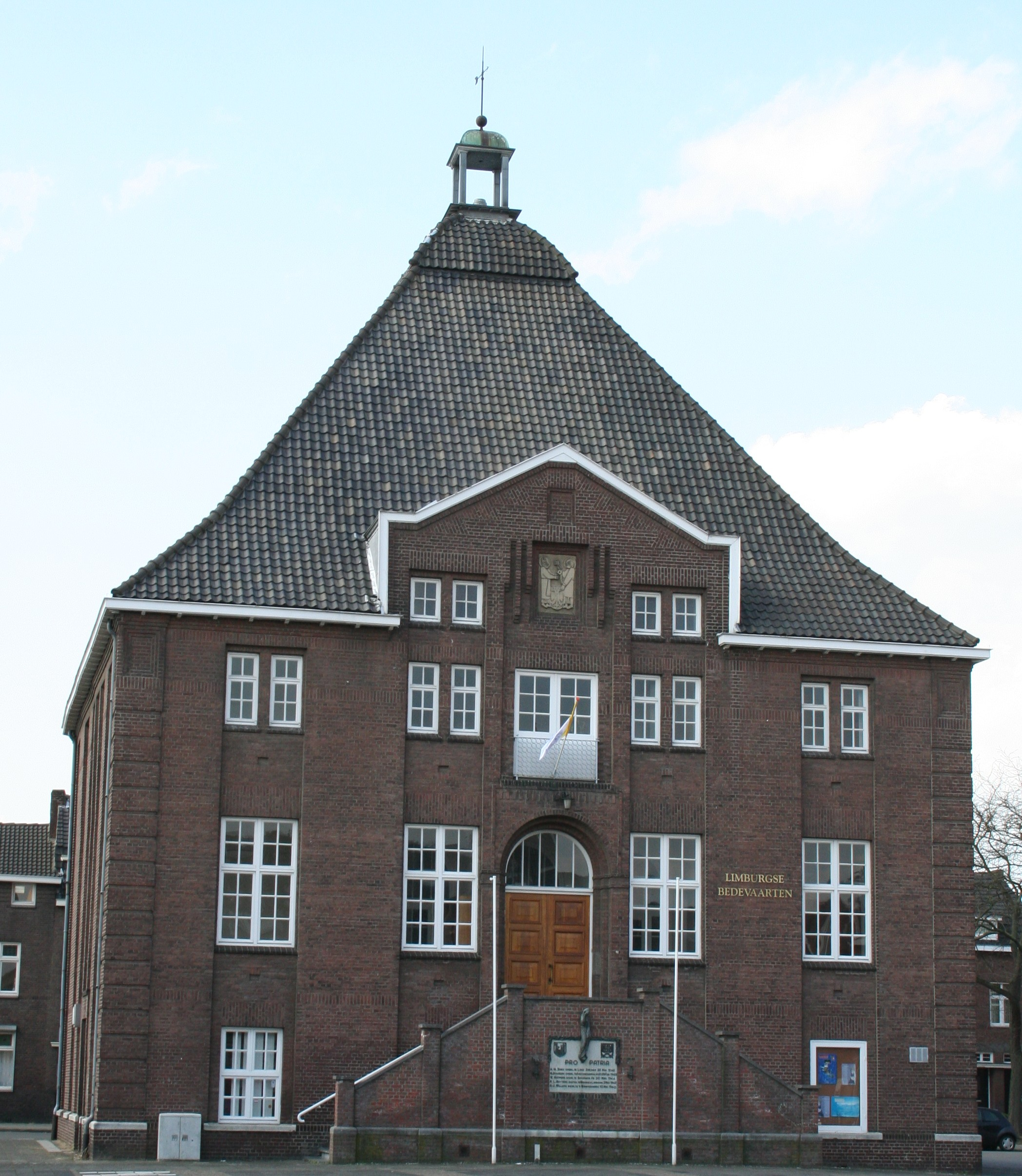
Ancienne mairie.
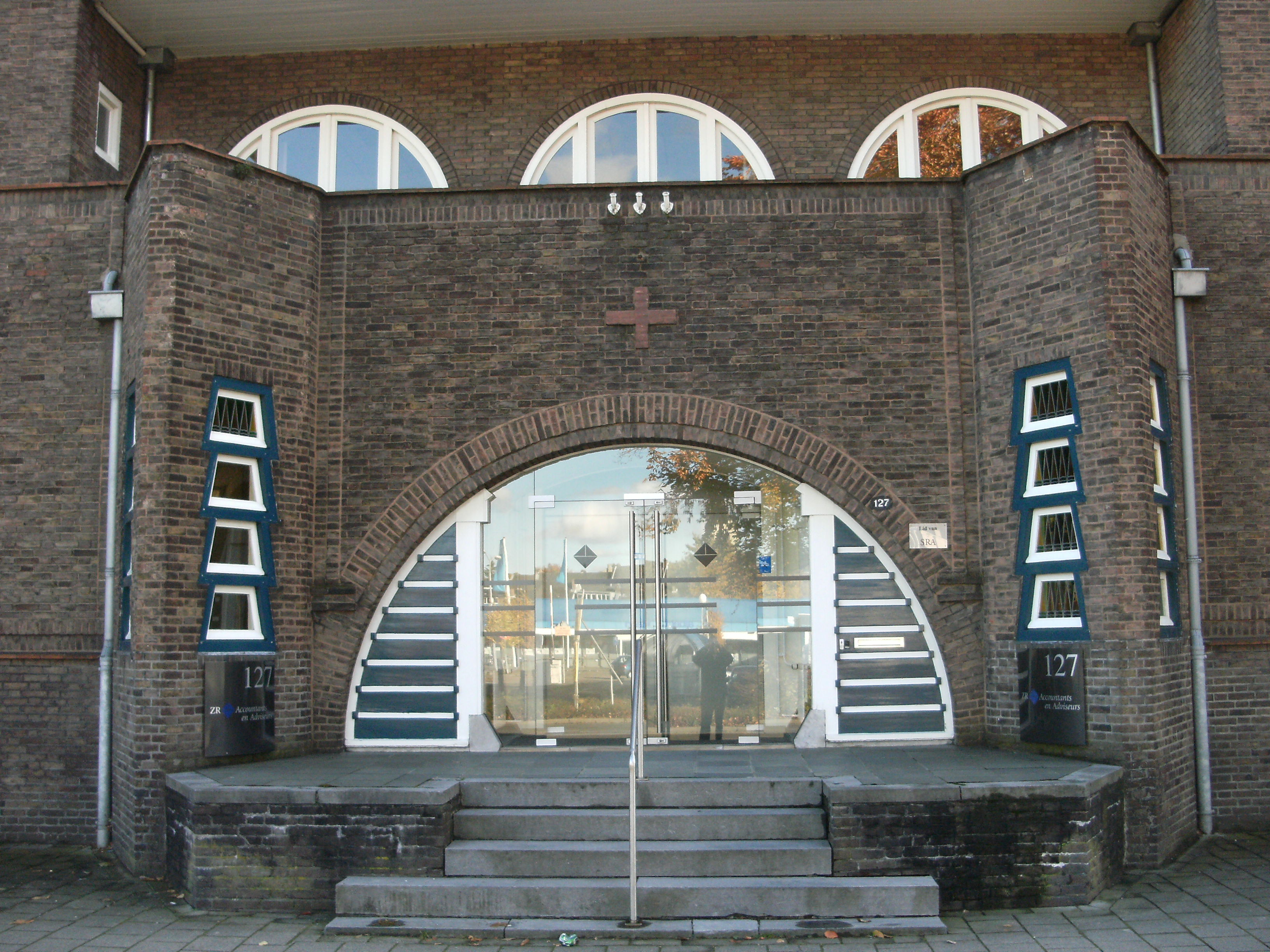
École Sainte-Angela.
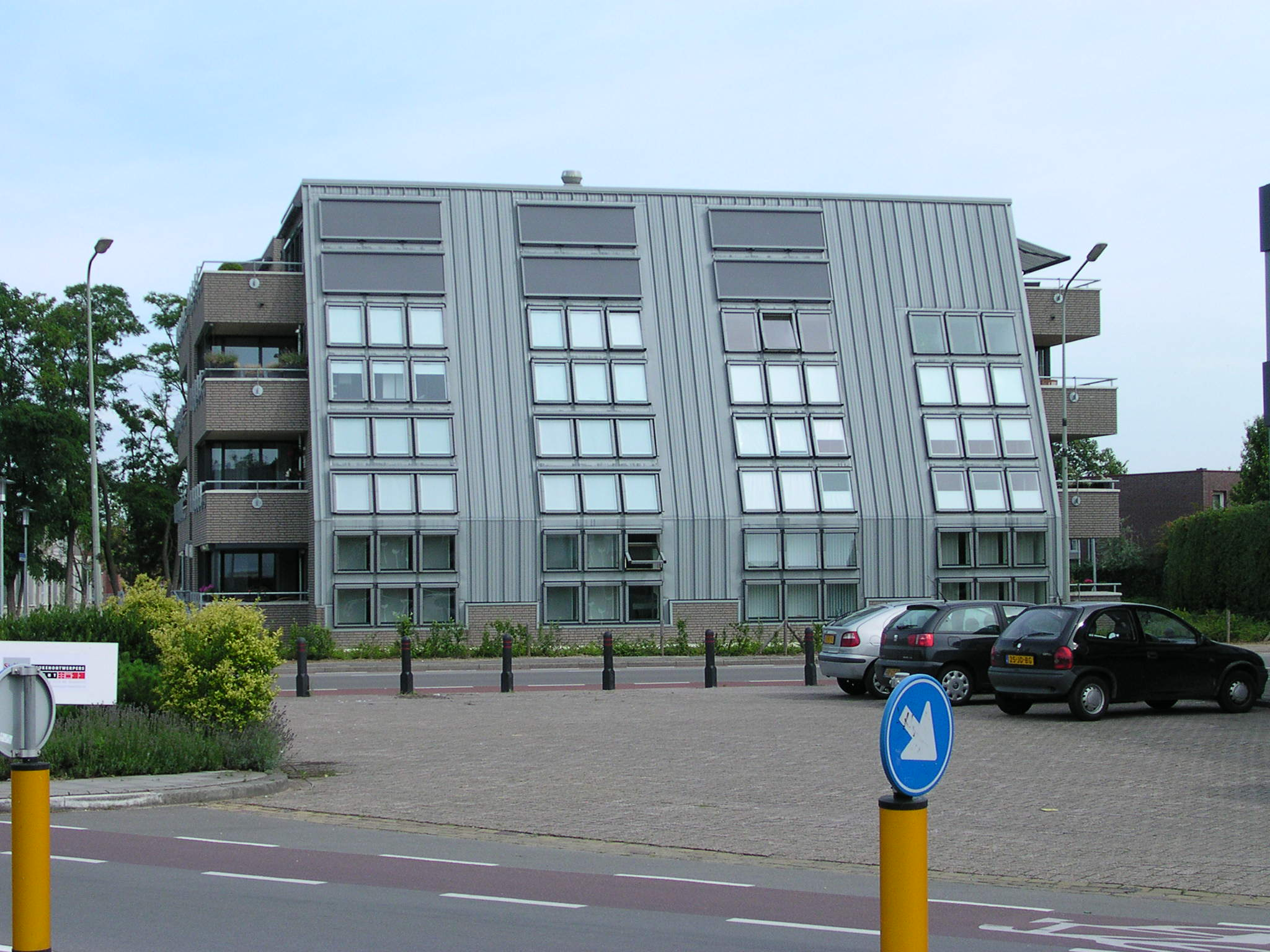
Aldegondapark.

## Sources
- (nl) Cet article est partiellement ou en totalité issu de l’article de Wikipédia en néerlandais intitulé « Scharn » (voir la liste des auteurs).

## Compléments